# Charles Dahlgren

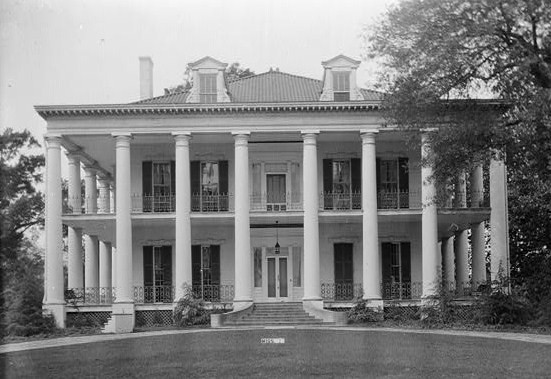
Routhland, Charles Dahlgrens herrgård i Natchez 1936.

Charles Dahlgren, född 13 augusti 1811, död 18 december 1888, var en general i sydstatsarmén av svensk härkomst. Han var bror till amiral John A. Dahlgren och farbror till överste Ulric Dahlgren.
Dahlgren föddes i Philadelphia där hans fader, Bernhard Ulrik Dahlgren, var köpman och svensk konsul. Farfadern John Adolf Dahlgren var från Norrköping, medicine doktor och vän med Carl von Linné, och morfadern James Rowan var militär. Fadern avled när han var 13 och han fick då börja försörja sig själv. Han arbetade som kopist, var sjöman i handelsflottan tillsammans med sin äldre bror John och blev handsekreterare åt Nicholas Biddle. 1835 flyttade han till Natchez, Mississippi där han var verksam som banktjänsteman och framgångsrik företagare och plantageägare. 1860 ägde han flera tusen engelska tunnland god jord och ungefär tvåhundra slavar. Genom sitt äktenskap med Mary Routh Ellis tillhörde han statens sociala elit. 
När det amerikanska inbördeskriget bröt ut blev Dahlgren utnämnd till brigadgeneral och brigadchef i staten Mississippis tjänst. Ett allmänt misstroende mot hans ledarskap utvecklades dock snart, från hans underlydande, från hans chefer i Mississippi och från sydstaternas krigsdepartement i Richmond och Dahlgren erbjöd sig 1862 att avgå. Detta accepterades omgående och han utnämndes till chef för statens kanonbåtsbyggnation. Kriget ruinerade honom och han fick be sin äldre bror om hjälp. 1870 flyttade han till New York där han arbetade som revisor och finansiell rådgivare; hans andra hustru Mary Edgar Vannoy och barnen följde efter 1876. När han dog 1888 efterlämnade han elva barn och fyra styvbarn.